# Il censimento dei radical chic
Il censimento dei radical chic è un romanzo di Giacomo Papi del 2019, finalista del Premio Stresa 2019.

## Trama
(Giacomo Papi, Il censimento dei radical chic. Incipit)
Il libro, la cui pubblicazione è immaginata in questa Italia potenzialmente futura, è descritto come “approvato dall'Autorità garante per la Semplificazione della Lingua italiana”, come indicano anche le note correttive del Funzionario Redattore Ugo Nucci, Frun.

## Edizioni
- Giacomo Papi, Il censimento dei radical chic, collana Narratori, Milano, Feltrinelli, 2019, ISBN 9788807033353.